# Margarida de Parma
Margarida de Parma (em neerlandês:  Margaretha, em italiano:  Margherita; Oudenaarde, 5 de julho de 1522 – Ortona, 18 de janeiro de 1586) foi filha ilegítima de Carlos V do Sacro Império Romano-Germânico.
Pelo seu primeiro casamento foi Duquesa Consorte de Florença e pelo seu segundo casamento foi Duquesa Consorte de Parma e Placência. Foi regente dos Países Baixos de 1559 a 1567.

## Biografia
Margarida nasceu de uma relação entre Carlos V e uma mulher flamenga de Oudenarde, Johanna Maria van der Gheynst, uma serva de Carlos I de Lalaing, antes do seu casamento com a princesa Isabel de Portugal. Apesar da origem ilegítima, Margarida recebeu uma educação real no Palácio em Bruxelas, tutelada pela tias Margarida de Áustria, Duquesa de Saboia e Maria de Habsburgo.

Brasão de Margarida antes de seu casamento

Com apenas sete anos, foi acordado o seu casamento com Alexandre de Médici, Duque de Florença. A união nunca foi consumada devido ao assassinato do noivo em 1537. Em 1538, casou com Octávio Farnésio, Duque de Parma, neto do papa Paulo III. O casamento resultou em dois filhos gémeos: um morreu novo, o outro foi Alexandre Farnésio, Duque de Parma (1545-1592).
Em 1559, o meio-irmão Filipe II de Espanha nomeou-a regente dos Países Baixos, com sede em Bruxelas. Margarida foi uma governante competente, mas as suas políticas, nomeadamente a instituição da Inquisição na zona, tornaram-na muito impopular. O descontentamento virou rebelião, financiada por Guilherme I, Príncipe de Orange, e a situação piorou bastante nos últimos anos do governo de Margarida.
Em 1567, Filipe II substituiu Margarida por Fernando Álvarez de Toledo y Pimentel, Duque de Alba, um general mais capacitado para lidar com os rebeldes. Em vez de melhorar, a chegada de Alba só piorou as relações de Espanha com os locais e a guerra dos oitenta anos estalou no ano seguinte.
Após o período de regência, Margarida se retirou para a Itália, onde morreu em 1586.

## Descendência
De seu segundo casamento teve um par de gêmeos:
- Carlos Farnésio (27 de agosto de 1545 – setembro de 1545);
- Alexandre Farnésio de Parma e Placência (27 de agosto de 1545 – 3 de dezembro de 1592), foi primeiro marido da infanta Maria de Portugal, Duquesa de Parma e Placência, com quem teve filhos, e depois de Catherine de Ruquoi, e teve uma filha.